# Жолт Бедак
Жолт Бедак (угор. Bedák Zsolt; 26 вересня 1983, Будапешт) — угорський професійний боксер, призер чемпіонату Європи серед аматорів.
Жолт Бедак — старший брат Пала Бедака, боксера, призера чемпіонатів світу та Європи серед аматорів.

## Аматорська кар'єра
2001 року в категорії до 51 кг Бедак завоював бронзову медаль на чемпіонаті Європи серед молоді.
На чемпіонаті Європи 2002 в категорії до 54 кг програв у першому бою Геннадію Ковальову (Росія).
На чемпіонаті світу 2003 в другому бою знов програв Геннадію Ковальову.
На чемпіонаті Європи 2004 в другому бою втретє програв Геннадію Ковальову, але пройшов відбір на Олімпійські ігри 2004 на Європейському кваліфікаційному турнірі.
На Олімпійських іграх переміг у першому бою Абнера Мареса (Мексика) — 36-27, а у другому поєдинку програв Максиму Третяку (Україна) — 24-27.
2005 року Жолт Бедак входив до складу збірної Румунії на командному Кубку світу і програв перший поєдинок олімпійському чемпіону Гільєрмо Рігондо (Куба) — 11-28, а у другому переміг срібного призера Олімпіади Ворапой Петчкум (Таїланд) — 34(+)-34.
На чемпіонаті світу 2005 в другому бою програв Баходиру Султонову (Узбекистан).
На чемпіонаті Європи 2006 Бедак здобув дві перемоги, у тому числі у чвертьфіналі над Олександром Кириченко (Україна), а у півфіналі програв Алі Алієву (Росія) і отримав бронзову медаль.

## Професіональна кар'єра
Далі Жолт Бедак вирішив спробувати сили в професійному боксі і протягом 2006—2008 року провів 12 переможних боїв. 2009 року завоював спочатку вакантний титул чемпіона Європи за версією WBO у другій легшій вазі, а потім титул інтерконтинентального чемпіона за версією WBO.
29 травня 2010 року Жолт Бедак вийшов на бій проти чемпіона світу за версією WBO пуерториканця Вільфреда Васкеса і зазнав поразки технічним нокаутом у десятому раунді.
2014 року Бедак знов заволодів вакантним титулом чемпіона Європи за версією WBO і провів два успішних захиста титулу.
23 квітня 2016 року Жолт Бедак вийшов на бій проти чемпіона світу за версією WBO Ноніто Донера і програв уславленому філіппінцю нокаутом вже у третьому раунді, побувавши до того у другому двічі у нокдаунах.